# Aneomochtherus stackelbergi
Aneomochtherus stackelbergi is een vliegensoort uit de familie van de roofvliegen (Asilidae). De wetenschappelijke naam van de soort is voor het eerst geldig gepubliceerd in 1958 door Pavel Andrejevitsj Lehr.